# 杨克容
杨克容，中华人民共和国政治人物、外交官。
1995年，接替赵希迪，担任中华人民共和国驻亚美尼亚大使。1998年，由朱兆顺接任。